# تحریم اتوبوس‌های مونتگمری
تحریم اتوبوس‌های مونتگمری یک کمپین اعتراضی سیاسی و اجتماعی علیه جداسازی نژادی در سیستم حمل ونقل عمومی شهر مونتگمری در ایالت آلابامای آمریکا بود. این کمپین، از رویدادهای کلیدی جنبش حقوق مدنی سیاهپوستان آمریکا در سال‌های ۱۹۵۵ تا ۱۹۶۸ به‌شمار می‌رود. در نتیجهٔ این بایکوت ۳۸۱ روزه، دادگاه عالی آمریکا حکمی صادر کرد مبنی بر این که جداسازی نژادی در اتوبوس‌ها در آلاباما و مونتگمری مغایر با قانون اساسی آمریکاست و باید لغو شود.

## پیش‌زمینه
اول دسامبر ۱۹۵۵، رزا پارکس، خیاط آفریقایی-آمریکایی، حاضر نشد صندلی خود را در اتوبوس به یک فرد سفیدپوست بدهد. در آن زمان، قانونی در ایالت آلاباما و شهر مونتگمری برقرار بود که به موجب آن سیاهپوستان در قسمت عقب اتوبوس و سفیدپوستان در قسمت جلوی اتوبوس می‌نشستند. اگر در قسمت سفیدپوستان جایی برای نشستن نبود، یکی از سیاه‌پوستان باید از صندلی بلند می‌شد و جای خود را به فرد سفیدپوست می‌داد. رزا پارکس حاضر به انجام این کار نشد و در نتیجه دستگیر شد. البته پارکس اولین فردی نبود که از این قانون سرپیچی می‌کرد و اعتراض به قوانین جیم کرو (قوانین محلی و ایالتی تفکیک نژادی) در مونتگمری سابقه داشت. در سال ۱۹۴۶ گروهی از زنان آفریقایی-آمریکایی انجمنی تشکیل داده بودند به نام شورای سیاسی زنان که به اختصار WPC نامیده می‌شد. اعضای این شورا خواهان تجدیدنظر در قوانین جاری در اتوبوس‌های مونتگمری بودند و خواسته‌هایشان را در ماه مارس همان سال در جلسه‌ای با شهردار شهر، دبلیو. ای. گیل، مطرح کرده بودند. خواسته‌های آنان از این قرار بود: سیاه‌پوستان ملزم نباشند از در جلوی اتوبوس کرایه پرداخت کنند و از در عقب سوار شوند. اگر صندلی‌ای خالی بود، چه در بخش سفید و چه در بخش سیاه، هرکس که ایستاده، مجاز به نشستن باشد. اتوبوس در محله‌های سیاه‌پوست‌نشین هم مثل محله‌های سفیدپوست‌نشین، در هر چهارراه توقف کند. این ملاقات نتیجه‌ای در برنداشت. یک سال بعد نوجوان پانزده ساله‌ای به نام کلودت کالوین و هفت ماه بعد جوان هجده ساله‌ای به نام مری لوئیز اسمیت به جرم آن که حاضر نشده بودند صندلی‌شان را به سفیدپوستان بدهند بازداشت شدند.
جو آن رابینسون، رئیس WPC، در نامه‌ای به تاریخ ۲۱ مه، به شهردار مونتگمری متذکر شده بود که دست کم بیست و پنج سازمان محلی، مترصد سازماندهی تحریم اتوبوس‌های مونتگمری هستند. با بازداشت پارکس جرقهٔ بایکوت سراسری زده شد. فعالان حقوق مدنی، در ابتدا فراخوانی صادر کردند و از شهروندان خواستند در روز ۵ دسامبر، از اتوبوس‌های شهری استفاده نکنند. ۵ دسامبر روزی بود که برای محاکمهٔ رزا پارکس تعیین شده بود. جمعیتی در حدود ۵۰۰ نفر در حمایت از او مقابل دادگاه جمع شدند. جلسهٔ دادگاه ۳۰ دقیقه طول کشید و پارکس به پرداخت ۱۰ دلار جریمهٔ نقدی و ۴ دلار هزینهٔ دادرسی محکوم شد.
تحریم یک روزهٔ اتوبوس‌های مونتگمری بسیار موفق از کار درآمد. در آن زمان ۷۵ درصد اتوبوس‌سواران مونتگمری را سیاه‌پوستان تشکیل می‌دادند و ۹۰ درصد آنان در روز ۵ دسامبر سوار اتوبوس نشدند. این موفقیت سبب شد رهبران جنبش‌های مدنی، تصمیم بگیرند تحریم اتوبوس را تا مدت نامعلومی تمدید کنند. انجمنی تشکیل شد به نام انجمن اصلاح مونتگمری تا کارِ سازماندهی بایکوت سراسری را برعهده بگیرد. مارتین لوتر کینگ جونیور به ریاست انجمن انتخاب شد. در شهر مونتگمری، روزانه ۱۷۵۰۰ سیاه‌پوست، ۳۵ تا ۴۰ هزار سفر درون‌شهری با اتوبوس انجام می‌دادند. اگر بنا بود بایکوت ادامه‌دار باشد باید تمهیداتی برای رفت‌وآمد آنها اندیشیده می‌شد. برخی می‌توانستند مسیر خانه تا محل کارشان را پیاده بروند. برخی دیگر امکان استفاده از خودروی دوست و آشنا را داشتند، اما همچنان عدهٔ زیادی بودند که در صورت تحریم اتوبوس رفت‌وآمدشان با مشکل مواجه می‌شد. یکی از راه حل‌ها، کمک گرفتن از شرکت‌های تاکسی‌رانی متعلق به سیاه‌پوستان بود. ۱۸ شرکت تاکسی‌رانی موافقت کردند کرایهٔ خود رابه اندازهٔ قیمت بلیط اتوبوس کاهش دهند. اما به زودی مانعی بر سر راهشان گذاشته شد. پلیس مونتگمری با استناد به قانون حداقل حقوق (که در موارد دیگر چندان هم جدی گرفته نمی‌شد) اعلام کرد تاکسی‌رانانی را که کرایهٔ کمتر بگیرند بازداشت خواهد کرد. رهبران بایکوت، تصمیم گرفتند از تجربهٔ موفق تحریم در بتن‌روژ استفاده کنند و سیستم خودروی اشتراکی را راه‌اندازی کنند. به این ترتیب که ۱۵۰ نفر داوطلب شدند روزانه از ۴۸ ایستگاه در محله‌های سیاه‌پوست‌نشین و ۴۲ ایستگاه در محله‌های سفیدپوست‌نشین مسافران را سوار کنندو به مقصد برسانند. تعداد داوطلبان بعداً به ۳۰۰ نفر رسید. سازماندهی سرویس خودروی اشتراکی هم دشواری‌های فراوانی به همراه داشت اما علی‌رغم نارضایتی‌ها و شکایت‌ها، تحریم اتوبوس‌های مونتگمری ادامه یافت و توجه رسانه‌های ملی را جلب کرد و نام کینگ بر سر زبان‌ها افتاد.

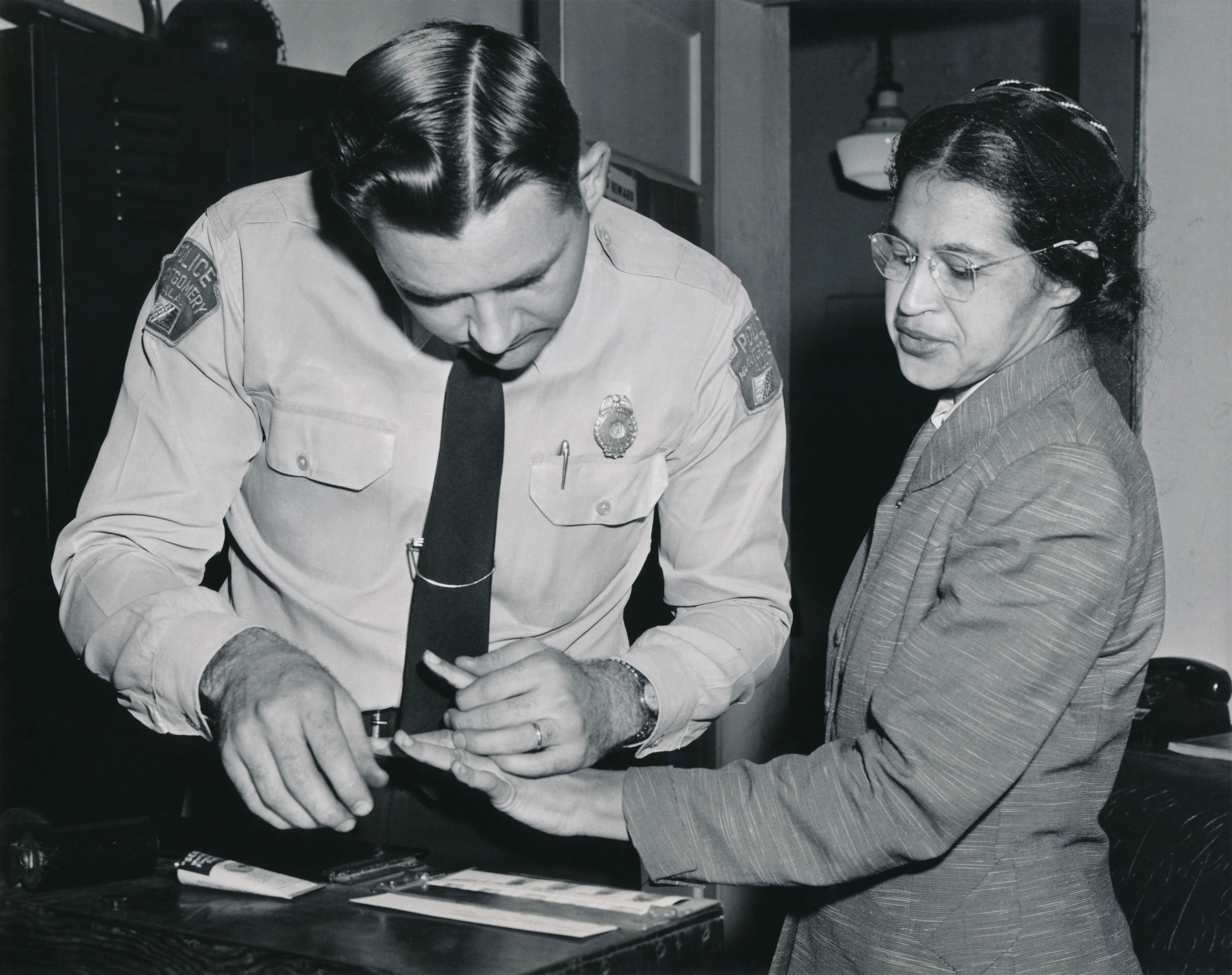
پلیس رزا پارکس را انگشت‌نگاری می‌کند. او در ۲۲ فوریهٔ ۱۹۵۶، در جریان بایکوت اتوبوس‌های مونتگمری دستگیر شد.

انجمن اصلاح مونتگمری ابتدا اعتراضی به این که سفیدپوست‌ها از در جلو سوار شوند و سیاه‌پوست‌ها از در عقب نداشت، تنها خواسته‌شان این بود که هر کس زودتر سوار شد بتواند روی صندلی بنشیند. درخواست دیگر انجمن این بود که در مناطقی که عمده ساکنانش سیاه‌پوست هستند، رانندهٔ سیاهپوست استخدام شود. این دو درخواست مورد پذیرش شرکت‌های اتوبوسرانی واقع نشد. معترضان تهدید و بازداشت شدند، برخی از کار خود اخراج شدند، پلیس با استناد به یک مادهٔ قانونی که «اخلال بی‌دلیل در کسب‌وکارهای قانونی» را جرم تلقی می‌کرد رهبران بایکوت را به دادگاه فراخواند. به خانهٔ مارتین لوتر کینگ حمله شد. اما علی‌رغم فشارها، معترضان به تحریم خود ادامه دادند و گروهی از وکلای سیاه‌پوست موضوع را به دادگاه کشاندند. در نهایت در ۵ ژوئن ۱۹۵۶، یک دادگاه فدرال حکم داد که جداسازی نژادی در اتوبوس با قانون اساسی آمریکا مغایرت دارد و باید لغو شود. این حکم در نوامبر ۱۹۵۶ از سوی دادگاه عالی آمریکا تأیید و از ۲۰ دسامبر ۱۹۵۶ لازم‌الاجرا شد.